# مسحقة
المسحقة (بالإنجليزية: Pulverizer)‏، هي جهاز ميكانيكي تُستخدم لطحن العديد من أنواع المواد المختلفة. على سبيل المثال، تُسْتَخْدَم المسحقة في تحطيم الفحم من أجل الاحتراق في أفران توليد البخار لمحطات توليد الطاقة من الوقود الأحفوري.

## معرض صور

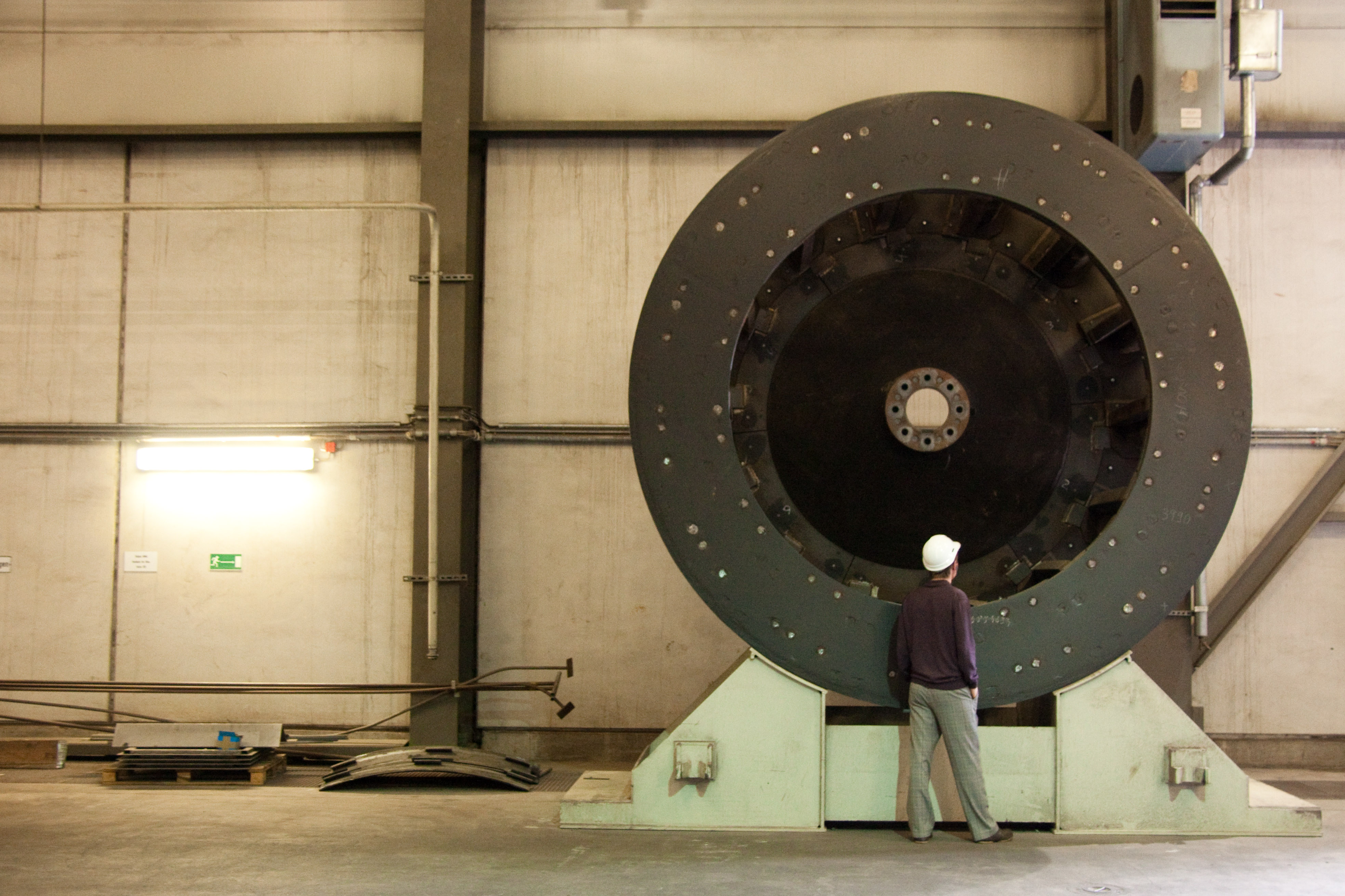
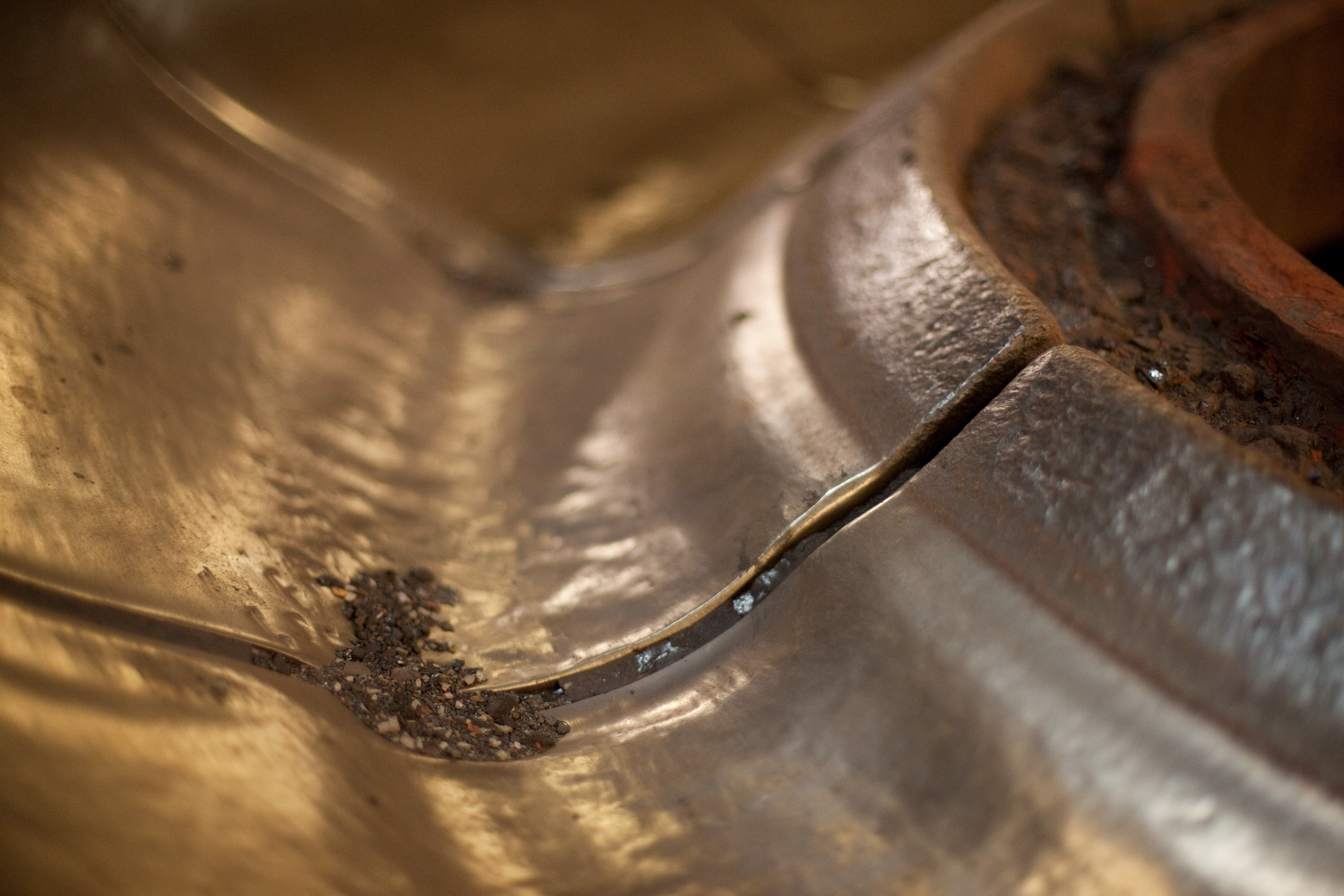
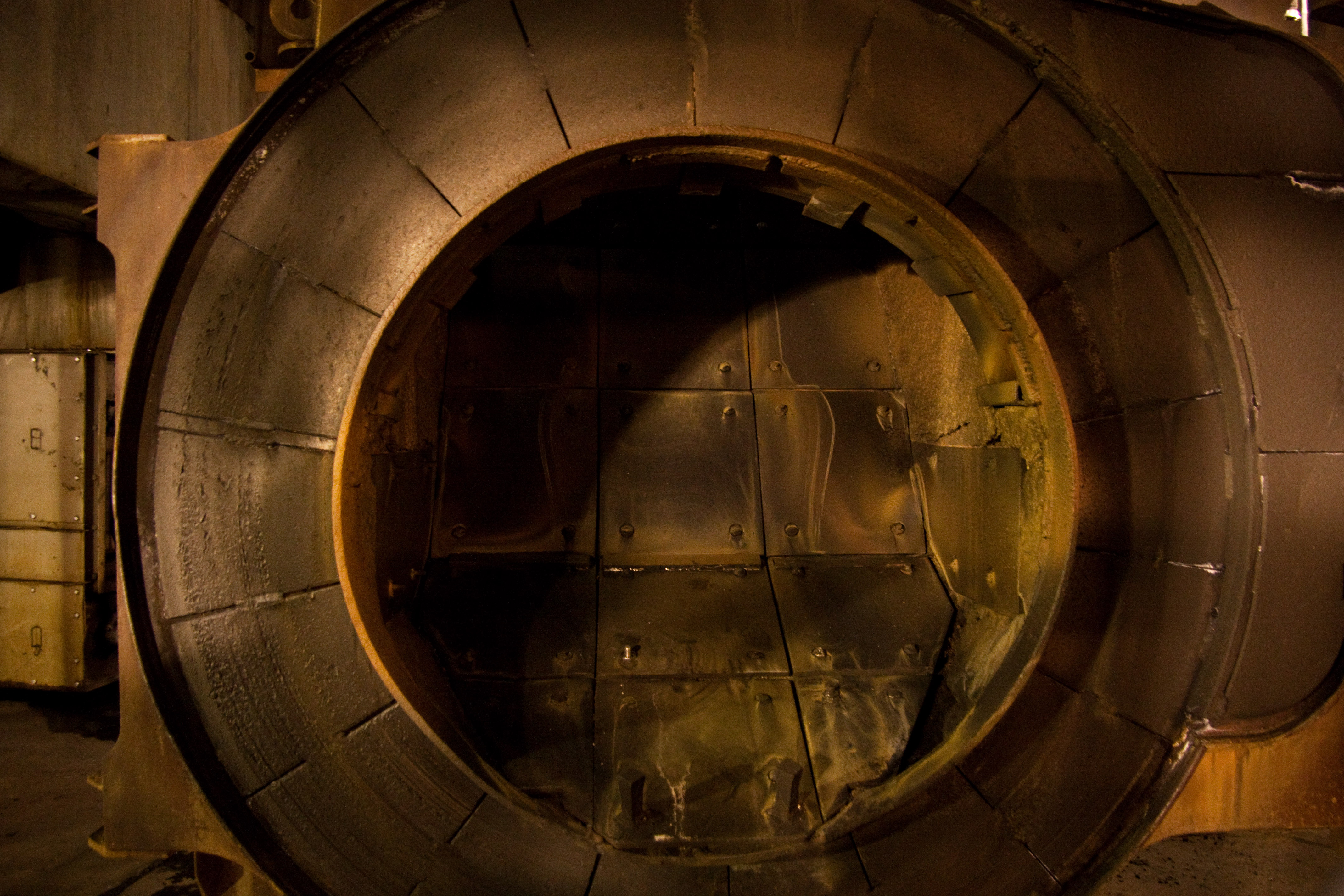
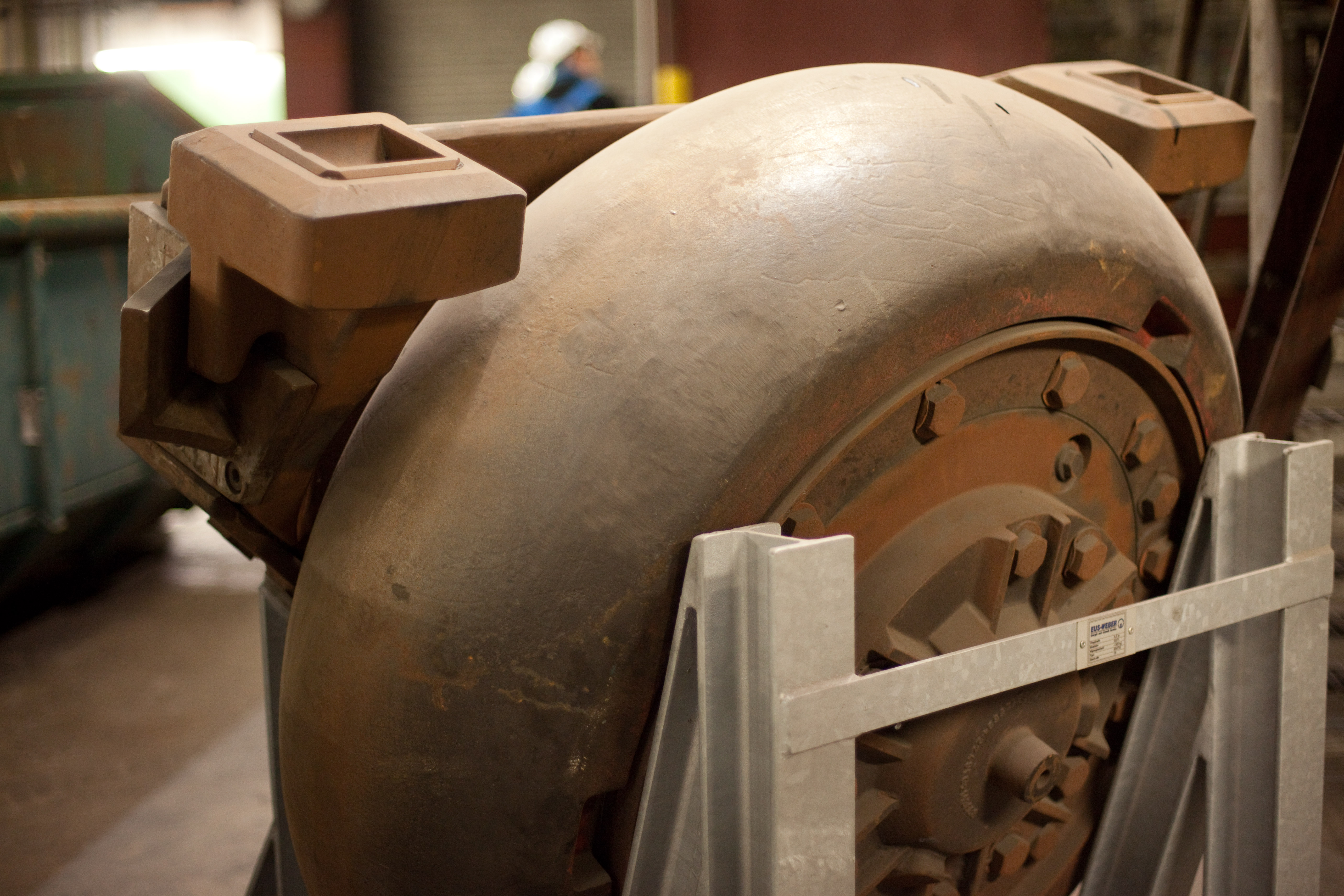